# Anaea balboa
Anaea balboa är en fjärilsart som beskrevs av Hall 1927. Anaea balboa ingår i släktet Anaea och familjen praktfjärilar. Inga underarter finns listade i Catalogue of Life.